# Hildegard Burjan
Hildegard Burjan (nascida como Hildegard Freund) (Görlitz, 30 de janeiro de 1883 — Viena, 11 de junho de 1933), foi  uma política e ativista social austríaca, fundadora da Sociedade de Vida Apostólica Caritas Socialis.
Burjan criou várias organizações para a promoção dos direitos das mulheres e para os direitos de todos os trabalhadores e suas famílias, foi eleita para o Parlamento Austríaco, onde ela serviu até a sua aposentadoria devido a problemas de saúde.